# Eleição municipal de Jacareí em 2016
A eleição municipal de Jacareí em 2016 aconteceu em 2 de outubro de 2016 para eleger o novo prefeito, vice-prefeito e 13 vereadores no município de Jacareí, no Estado de São Paulo, no Brasil. O prefeito eleito foi Izaias Santana, do PSDB, com 42,56% dos votos válidos, muito mais do que Ana Abreu do PSB, segunda mais votada que obteve 19,08% dos votos. O vice-prefeito eleito, foi Edgard Sasaki.
Com a vitória de Izaias Santana a sequência de administrações petistas na cidade foi quebrada, que se iniciou no ano de 2001, quando o atual deputado estadual Marco Aurélio de Souza assumiu o cargo de prefeito de Jacareí.
A disputa para as 13 vagas na Câmara Municipal de Jacareí envolveu a participação de 263 candidatos. O candidato mais bem votado foi o Valmir do Meia Lua do PSDC, que obteve 3% dos votos válidos.

## Antecedentes
Na Eleição municipal de Jacareí em 2012, Hamilton Ribeiro Mota, do PT, foi reeleito prefeito da cidade de Jacareí com 54.203 votos (47,6% dos válidos) com apoio dos partidos: (PT - PSL - PCB - PPS - PC do B). Seus dois mandatos foram marcados pelo foco no desenvolvimento socioeconômico da cidade e também o cuidado em relação a sua população. Foram feitas diversas obras como hospitais, escolas, serviços de mobilidade urbana e projetos educacionais e na área da saúde, como o  EducaMais Jacareí. Foram feitas diversas ações para incentivar o crescimento educacional e esportivo da população.

## Eleitorado
Na eleição de 2016, estiveram aptos a votar 160.570 habitantes, de um total de 220.103. O eleitorado da cidade cresceu apenas 3%, entre as eleições de 2012 e 2016. Portanto ainda não foi possivel haver um segundo turno, visto que para tanto, a cidade deveria possuir, no mínimo, 200.000 eleitores.

## Candidatos
Foram oito candidatos à prefeitura em 2016:
| Candidato(a)           | Vice                        | Partido | Coligação                                           |
| ---------------------- | --------------------------- | ------- | --------------------------------------------------- |
| Ana Abreu              | Wilson Santini              | PSB     | "Renovar: Por amor a Jacareí" (PSB/PTN/PPS)         |
| Edinho Guedes          | Angela Santana              | PR      | "Atitude pra mudar Jacareí" (PMDB/PHS/PSL/PR)       |
| Emerson Goulart        | Vera Lino                   | PSD     | "Avança Jacareí" (PP/PDT/PT/PC do B?PSD/PROS/PRTB)  |
| Izaias Santana         | Edgard Sasaki               | PSDB    | "Melhor para Jacareí" (PSDB/PSC/PV/PSDC/SD)         |
| Joaquim Abisteu 'Boca' | Professora Cristina Pereira | PSOL    | PSOL                                                |
| Zé Carlos              | Chico                       | PSTU    | PSTU                                                |
| Mauricio Haka          | Claudio Leonetti            | DEM     | "Para melhorar e renovar Jacareí" (DEM/PRB/PTC/PEN) |
| Pedro Motta            | Elias Chamim                | PTB     | "Compromisso com o Povo" (PMB/PTB)                  |

## Campanha

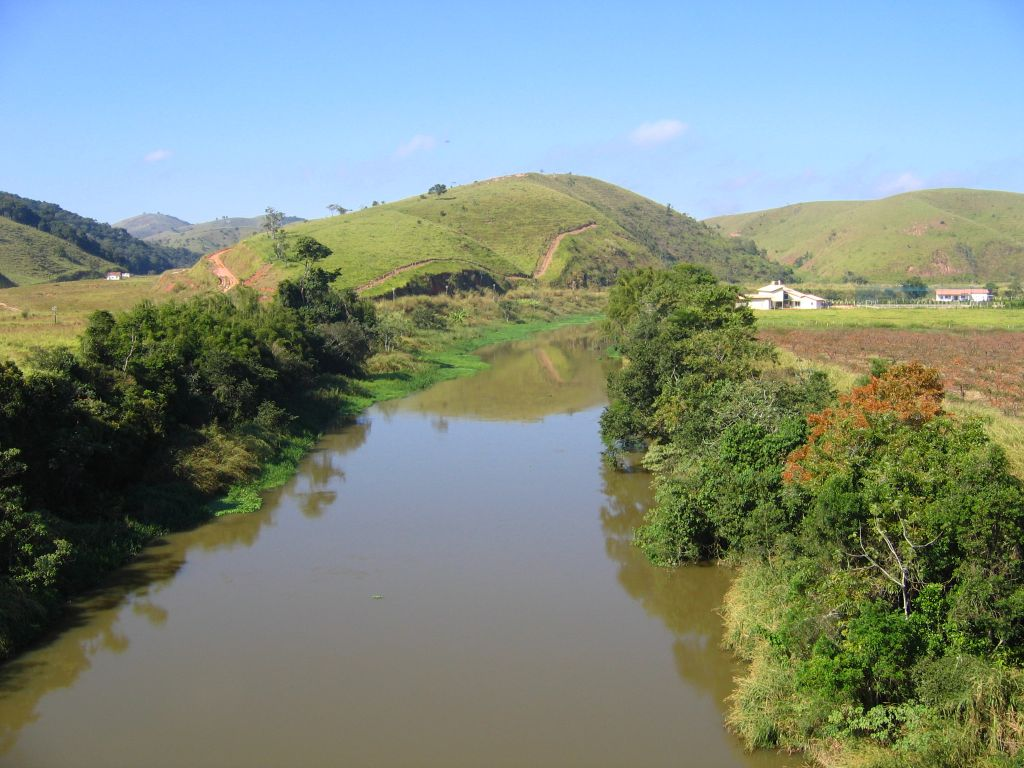
Rio Paraíba

Izaias Santana fazia parte da coligação "Melhor para Jacareí" (PSDB / PSC / PV / PSDC / SD). Prezava melhorias na saúde, grande fraqueza das gestões anteriores, na estrutura viária, construção da ponte sobre o Paraíba, infraestrutura, como estacionamentos, investimento na segurança civil e também na construção de parques e outras obras vizando a melhoria de vida da população.

## Resultados

### Prefeito
No dia 2 de outubro, Izaias Santana foi eleito com 42.56% dos votos válidos.

Mapa da localização do município de Jacareí

| Candidato(a)                | Vice                   | 1º Turno 2 de outubro de 2016 | 1º Turno 2 de outubro de 2016 |
| Candidato(a)                | Vice                   | Votação                       | Votação                       |
|                             |                        | Total                         | Porcentagem                   |
| --------------------------- | ---------------------- | ----------------------------- | ----------------------------- |
| Izaias Santana (PSDB)       | Edgard Sasaki          | 47.286                        | 42,56%                        |
| Ana Abreu (PSB)             | Wilson Santini         | 21.200                        | 19,08%                        |
| Edinho Guedes (PR)          | Angela Santana         | 16.128                        | 14,54%                        |
| Emerson Goulart (PSD)       | Vera Lino              | 14.044                        | 12,64%                        |
| Mauricio Haka (DEM)         | Claudio Leonetti       | 10.289                        | 9,26%                         |
| Pedro Motta (PTB)           | Elias Chamim           | 1.344                         | 1,21%                         |
| Joaquim Aristeu Boca (PSOL) | Profª Cristina Pereira | 417                           | 0,42%                         |
| Zé Carlos (PSTU)            | Chico                  | 340                           | 0,31%                         |
| Total de votos válidos      | Total de votos válidos | 111.102                       | 88,76%                        |
| Votos em branco             | Votos em branco        | 6.284                         | 4,89%                         |
| Votos nulos                 | Votos nulos            | 10.900                        | 8,49%                         |
| Total                       | Total                  | 160.570                       | 100%                          |
| Abstenções                  | Abstenções             | 32.284                        | 20,10%                        |
| Votos apurados              | Votos apurados         | 128.286                       | 100%                          |
| Total de eleitores          | Total de eleitores     | 160.570                       | 100%                          |

### Vereador
Alguns vereadores eleitos em 2012 foram reeleitos nessa eleição, como Valmir do Meia Luna e Paulinho dos Esportes. Alguns outros concorreram como vice prefeitos e prefeitos em 2016, nas eleições de Jacareí, como Edinho Guedes. Também pode se notar a perda de apoio ao PT na cidade, pois os dois eleitos ficaram bem abaixo, se comparados com a eleição anterior. Também pode-se notar a presença de mais mulheres eleitas, nesse ano foram quatro.